# 亞歷山大·伊米奇
亞歷山大·賀伯特·伊米奇（英語：Alexander Herbert Imich，1903年2月4日—2014年6月8日），生於波蘭，犹太裔美國化學家和超心理學家、超級人瑞、紐約市異常現象研究中心主任。他于1952年移民至美国纽约。
2013年9月13日桑傑士·布拉斯克斯去世後，伊米奇成為美国在世最長壽男性。意大利人阿圖羅·里卡沓於2014年4月24日死亡後，進一步成為獲健力士世界紀錄認證的在世最年長男性。2014年6月8日去世後日本超級人瑞百井盛成為世界最长寿男性。

## 生平
伊米奇於1903年2月4日生於隸屬俄羅斯帝國琴斯托霍夫（今屬波蘭西里西亚省）。他於15歲時（1918年）與同學們一起在波苏战争從軍以擊退布尔什维克。據報由於他的兄長是汽車教練，因此伊米奇學習駕駛貨車以運送物資，直至布尔什维克勢力受控後才繼續上學。
他於1929年獲克拉科夫亞捷隆大學頒授動物學博士學位，但他由於未能在動物學找到適合他的學術職位，他轉而攻讀化學。他曾於1920年至1930年代間為波蘭超心理研究學會（Polish Society for Psychical Research）一種名為「Matylda」的介質，亦曾於1932年為德國學術期刊《Zeitschrift für Parapsychologie》撰稿，但他許多未出版的手稿於第二次世界大戰期間遺失。他的報告曾被兩本於1933年至1934年發表的英語書與期刊引用。
他於二戰期間與妻子韋拉（Wela）移居至當時被蘇聯佔領的比亚韦斯托克（今屬波蘭波德拉謝省），他在當地被聘用為化學家。其後由於夫妻拒絕成為蘇聯公民，二人被送往勞改營，於戰後才獲釋。由於他的親友幾乎都於二戰期間被納粹德軍迫害至死，夫妻二人於1951年決定移民美國，並於翌年離開比亞韋斯托克。
夫妻二人移民後大部份時間都在賓夕法尼亞州和紐約州兩地徘徊。為了維持生計，他曾應徵化學家，其後妻子於1965年成為心理學家後便轉而研究超心理學，妻子於1986年過世後他仍終生聚焦於超心理學。在晚年開始面臨財政問題前，他更自掏腰包設立「伊米奇獎」以鼓勵在超心理學範疇有卓越貢獻的人。
伊米奇在晚年撰寫許多超心理學期刊，並於1995年將其合集出版成書。他於1999年創立紐約市異常現象研究中心並自任為主任，旨在試範如何將超自然現象匯入主流科學及普羅大眾。2012年109歲時，他開始將自己的畢生研究送往曼尼托巴大学檔案及特別收藏部。
伊米奇於105歲時曾將自己的長壽歸功於「良好的基因、健康的飲食、不生育子女」。他於2014年2月臨近111歲生日前跌傷送院，使他的111歲生日派對延遲至4月底出院後舉行。2014年4月24日，差八天就滿112歲的意大利超級人瑞阿圖羅·里卡沓過世，使他以111歲79天之齡成為在世最年長男性，是十二年來獲得此一頭銜的最年輕者。健力士世界紀錄於5月8日為他頒發「在世最年長男性」證書，當時他的護理員表示他的健康頗為良好，更認為他至少能多活兩年。
伊米奇於2014年6月8日早上9時3分因自然衰老在家中離世，享嵩壽111歲124天，僅成為在世最年長男性45天，亦是截至2023年8月最近一位活不過112歲的在世最年長男性。在他逝世之後，僅比他晚一天出生的日本人百井盛成為在世最年長男性。他亦是最後一位曾參與波蘇戰爭的退伍軍人。